# Bernardino Núñez de Arenas

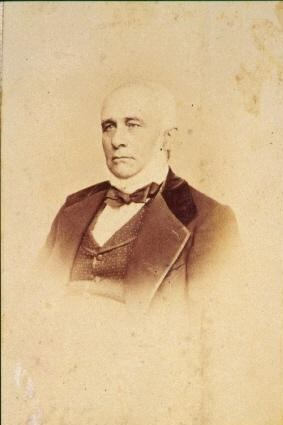
Bernardino Núñez de Arenas, fotografía de J. Laurent. Museo de Historia de Madrid.

Bernardino Núñez de Arenas Blanco (Huete, 20 de mayo de 1806 – Villaviciosa de Odón, 21 de diciembre de 1865) fue un periodista, escritor, político y financiero español del siglo XIX, hermano del catedrático y académico Isaac Núñez de Arenas y sobrino del militar y matemático José Núñez de Arenas.

## Biografía

### Primeros años
Fue hijo de Leoncio Núñez de Arenas y de María del Carmen Blanco Buzó. En su juventud sirvió en la administración de correos de la ciudad de Huete, por nombramiento del director general del ramo, desde el 1 de abril de 1822 hasta fin de marzo de 1823, cuando abandonó con motivo de las frecuentes invasiones de las tropas realistas al mando del general Bessières. Ese mismo año, con 17 años ya en Madrid, se unió a la sociedad secreta liberal de Los Numantinos junto a Miguel Ortiz Amor, Ventura de la Vega, José de Espronceda y Patricio de la Escosura, entre otros, para vengar la muerte de Rafael del Riego; pero no fue citado ni condenado cuando la sociedad fue denunciada en 1825.A principios de 1827 emigró a Portugal con su padre.
Tras la muerte de Fernando VII y el retorno de los liberales, fue junto a Antonio Ros de Olano, Ventura de la Vega y José de Espronceda uno de los fundadores del periódico El Siglo en 1834, un puntal del Romanticismo que logró llegar a los catorce números a pesar de la censura.En los primeros números colaboraron José García de Villalta, Joaquín Francisco Pacheco y Nicomedes Pastor Díaz. Fue prohibido y decidieron fundar otro, La Gaceta de los Tribunales, cuya redacción seguía en el mismo piso de Bernardino en la calle Jardines. Este publicaba informes judiciales y resúmenes de causas célebres, pero también artículos políticos, de sesgo más moderado; entre sus redactores se encontraba Luis González Bravo, que era también su contable.

### Diversos cargos
Aunque Bernardino Núñez de Arenas era liberal, fue miliciano nacional desde marzo de 1834y en 1837 ya había ascendido a capitán.Fue acusado de algunas irregularidades, entre ellas cobrar mordidas, pero fue al final absuelto.Desde el 15 de junio de 1835, trabajó en la comisión de la organización de Correos en el Ministerio de Hacienda.Por orden real fue ascendido a oficial tercero de la Hacienda Pública, con destino a la contaduría general de valores. Luego se lucró con la desamortización de Mendizábal.Estos méritos le valieron una exitosa carrera como funcionario de varios ministerios, en especial de Hacienda, siendo además diputado a Cortes en seis ocasiones por las circunscripciones de Ciudad Real (1840), Madrid (1844) y Toledo (1857-65).En 1839 alcanzó el puesto de jefe de sección, continuando siendo oficial tercero de la Contaduría General de Valores.
Desde el 1 de diciembre de 1841 sirvió de auxiliar de la empresa de arriendo de la sal con 20.000 reales anuales, habiendo cesado funciones el 10 de octubre de 1844 por ser incompatible su ocupación con los trabajos de las Cortes. Bernardino fundó en 1843, con Francisco de Paula Mellado, “La Unión Literaria”, una fundición de caracteres tipográficos de imprenta y grabados, que luego cambió de nombre.
En las fichas del Archivo Histórico de las Cortes consta como su única profesión "propietario", pero además fue prestamista y uno de los fundadores del Banco Español de Ultramar, empresa que nacía impulsada directamente por el grupo económico de apoyo político a las empresas de Juan de Dios Álvarez Mendizábal. También fue socio fundador de la sociedad anónima mercantil La Gran Antilla, estrechamente ligada al banco anterior  y con intereses financieros en las islas de Cuba y Puerto Rico. 
Fue además Oficial de los Consejos de España e Indias y de Hacienda pública, Jefe superior de Administración y Consejero real de Agricultura, Industria y Comercio, director general de Agricultura y, durante el bienio progresista (1854-1856), Director de la Escuela de Montes situada en Villaviciosa de Odón, para la que escribió Cartas sobre la existencia y conservación de los montes, (1854), donde defiende que los propios municipales no sean enajenados ni vendidos, vocal de la comisión para la Exposición Universal de París de 1855 (en esa comisión estaban, entre otros, Pascual Madoz, Agustín Pascual y su futuro consuegro, Francisco de Paula Mellado). En 1859 aparece como socio de la empresa minera Sociedad de desagüe y explotación en Sierra Almagrera.Aunque se jubiló en 1861,desde 1854 cobraba una pensión por incapacidad

### Muerte
Fallece en 1865. Asistieron a su funeral el general O'Donnell, Posada Herrera, el diputado Goicorrotea, el catedrático Coronado y Miguel de los Santos Álvarez, entre otros.

### Herederos
Se casó con Fernanda Bravo Coronado, de la que tuvo cuatro hijos, entre los que cabe destacar a Matilde Núñez Arenas Bravo, que se casó con Fernando Mellado Leguey, hijo de su amigo el famoso impresor y editor Francisco de Paula Mellado. Su nieta, Carmen Mellado y Núñez, se casó con Manuel Gutiérrez Jiménez, cuya hermana Isabel estaba casada con Saturnino Calleja, famoso creador de la editorial Calleja. 

## Su obra
Escribió la novela histórica El Siglo XVI en Francia, ó Ulina de Montpensier (1831) y participó en la revista Observatorio Pintoresco (1837) con los artículos “Fragmentos de un Delirio”, “Un Recuerdo” y “El Sueño” y en el semanario enciclopédico El Iris, dirigido por Francisco de Paula Mellado. Fue socio de la Sociedad Económica de Amigos del País de Madrid desde 1834 y del Liceo Artístico y Literario de Madrid al menos desde 1838, y anduvo también por la tertulia del café Solito y la de El Parnasillo en el café Príncipe. 
Como escritor político destaca su De nuestra situación. Moderados. Exaltados. Tercer partido (1840) donde abogaba por un tercer partido entre el progresista y el moderado, opción que entonces representaban los llamados moderados puritanos, grupo renovador liderado por Joaquín Francisco Pacheco.

## Obras
- A los defensores de la invicta Bilbao: al ejército del Norte, s. a.
- De nuestra situación: Moderados, Exaltados, Tercer partido, Madrid: Imprenta de Mellado, 1840.
- El Siglo XVI en Francia, ó, Ulina de Montpensier, novela histórica, Madrid: Imprenta de D. J. Palacios, 1831.
- Cartas sobre la existencia y conservación de los montes dirigidas al Excmo. Señor Ministro de Fomento, Madrid: Establecimiento tipográfico de Francisco de Paula Mellado, 1854.